# Kolovrat (Bośnia i Hercegowina)
Kolovrat – wieś w Bośni i Hercegowinie, w Federacji Bośni i Hercegowiny, w kantonie tuzlańskim, w mieście Tuzla. W 2013 roku liczyła 238 mieszkańców, z czego większość stanowili Chorwaci.